# ستار تريك: الفلم السينمائي
ستار تريك: الفيلم السينمائي (بالإنجليزية: Star Trek: The Motion Picture) هو فيلم مغامرة تم إنتاجه في الولايات المتحدة وصدر في سنة 1979. الفيلم من إخراج روبرت وايز من بطولة ويليام شاتنر وليونارد نيموي وجورج تاكي.

## الميزانية والإيرادات
بلغت تكلفة إنتاج الفيلم حوالي 46 مليون دولار بينما حقق أرباحا تقدر بـ 139 مليون دولار.

## وصلات خارجية
- ستار تريك: الفلم السينمائي على موقع IMDb (الإنجليزية)
- ستار تريك: الفلم السينمائي على موقع ميتاكريتيك (الإنجليزية)
- ستار تريك: الفلم السينمائي على موقع الموسوعة البريطانية (الإنجليزية)
- ستار تريك: الفلم السينمائي على موقع روتن توميتوز (الإنجليزية)
- ستار تريك: الفلم السينمائي على موقع نتفليكس (الإنجليزية)
- ستار تريك: الفلم السينمائي على موقع قاعدة بيانات الأفلام العربية
- ستار تريك: الفلم السينمائي على موقع ألو سيني (الفرنسية)
- ستار تريك: الفلم السينمائي على موقع Turner Classic Movies (الإنجليزية)
- ستار تريك: الفلم السينمائي على موقع أول موفي (الإنجليزية)
- ستار تريك: الفلم السينمائي على موقع بوكس أوفيس موجو (الإنجليزية)